# Martin Švejnoha
Martin Švejnoha (Příbram, 25 novembre 1977) è un ex calciatore ceco, di ruolo difensore, vice allenatore del WSG Swarovski Tirol.

## Palmarès

### Club

#### Competizioni nazionali
- Erste Liga: 1

Wacker Innsbruck: 2009-2010